# Préaux-du-Perche
Pour les articles homonymes, voir Préaux.
Préaux-du-Perche est une ancienne commune française, située dans le département de l'Orne en région Normandie, devenue le 1er janvier 2016 une commune déléguée au sein de la commune nouvelle de Perche en Nocé.
Elle est peuplée de 481 habitants.

## Géographie
Couvrant 2 352 hectares, le territoire de Préaux-du-Perche était le plus étendu de l'ancien canton de Nocé. Il est traversé par l'Erre (un affluent de l'Huisne) sur la rive gauche de laquelle est édifié le bourg.
| Saint-Aubin-des-Grois (comm. nouv. de Perche en Nocé) | Nocé (comm. nouv. de Perche en Nocé), Berd'huis                                      | Saint-Hilaire-sur-Erre                              |
| Saint-Cyr-la-Rosière                                  | Préaux-du-Perche                                                                     | Saint-Agnan-sur-Erre (comm. nouv. de Val-au-Perche) |
| L'Hermitière (comm. nouv. de Val-au-Perche)           | L'Hermitière (comm. nouv. de Val-au-Perche), La Rouge (comm. nouv. de Val-au-Perche) | La Rouge (comm. nouv. de Val-au-Perche)             |

## Toponymie
La paroisse est fondée au IXe siècle par l'abbaye de Saint-Germain-des-Prés, elle est citée vers 1100 sous la forme Prahelum (cartulaire de Saint-Denis de Nogent). En 1194, le nom est mentionné sous la forme Praelli. En 1541, le Rôle de la noblesse du Perche note Préaulx[réf. nécessaire].
En 1971, Préaux prend le nom de Préaux-du-Perche.
Préaux est issu de l'ancien français präels « petits prés » (puis « espace découvert entouré de bâtiments, cour », enfin actuellement préaux d'école), terme issu du gallo-roman *PRATELLU < latin pratellus « petit pré » dans le sens de "dépendance" de l'abbaye parisienne de Saint-Germain-des-Près.
Le Perche est une région naturelle française qui désignait au VIe siècle une zone forestière connue sous le nom de Silva Pertica.

Le gentilé est Préalien.

## Histoire
L'histoire de Préaux-du-Perche est liée à celle de la ville Rémalard. Un ensemble de seigneuries percheronnes voisines de Nogent-le-Rotrou et Mortagne ont partagé le même destin.
À la création des cantons, Préaux est chef-lieu de canton. Ce canton est supprimé lors du redécoupage cantonal de l'an IX (1801).
Le 1er janvier 2016, Préaux-du-Perche intègre avec cinq autres communes la commune de Perche en Nocé créée sous le régime juridique des communes nouvelles instauré par la loi no 2010-1563 du 16 décembre 2010 de réforme des collectivités territoriales. Les communes de Dancé, Colonard-Corubert, Nocé, Préaux-du-Perche, Saint-Aubin-des-Grois et Saint-Jean-de-la-Forêt deviennent des communes déléguées et Nocé est le chef-lieu de la commune nouvelle.

## Héraldique
| Armes de Préaux-du-Perche | Les armes de la commune de Préaux-du-Perche se blasonnent ainsi : D'argent à trois chevrons de gueules ; sur le tout, coupé au 1er parti au I d'argent à deux lions léopardés de sable, armés, lampassés et couronnés de gueules, l'un au-dessus l'autre et au II d'argent au sautoir dentelé de sable, au 2e d'argent à la croix anillée de sable. |

## Politique et administration
| Période                                  | Période       | Identité         | Étiquette | Qualité                                                                           |
| ---------------------------------------- | ------------- | ---------------- | --------- | --------------------------------------------------------------------------------- |
| juin 1995                                | décembre 2015 | Pascal Pecchioli | SE        | Restaurateur d'objets d'art, président de la communauté de communes du Perche Sud |
| Les données manquantes sont à compléter. |               |                  |           |                                                                                   |

Le conseil municipal était composé de quinze membres dont le maire et quatre adjoints. Cinq de ces conseillers intègrent le conseil municipal de Perche en Nocé le 1er janvier 2016 jusqu'en 2020 et Pascal Pecchioli devient maire délégué.

## Démographie
L'évolution du nombre d'habitants est connue à travers les recensements de la population effectués dans la commune depuis 1793. À partir du 1er janvier 2009, les populations légales des communes sont publiées annuellement dans le cadre d'un recensement qui repose désormais sur une collecte d'information annuelle, concernant successivement tous les territoires communaux au cours d'une période de cinq ans. 
Pour les communes de moins de 10 000 habitants, une enquête de recensement portant sur toute la population est réalisée tous les cinq ans, les populations légales des années intermédiaires étant quant à elles estimées par interpolation ou extrapolation. Pour la commune, le premier recensement exhaustif entrant dans le cadre du nouveau dispositif a été réalisé en 2004,.
En 2021, la commune comptait 481 habitants, en évolution de −11,9 % par rapport à 2015 (Orne : −1,53 %, France hors Mayotte : +2,49 %).
Préaux a compté jusqu'à 1 621 habitants en 1841.
| 1793  | 1800  | 1806  | 1821  | 1836  | 1841  | 1846  | 1851  | 1856  |
| ----- | ----- | ----- | ----- | ----- | ----- | ----- | ----- | ----- |
| 1 280 | 1 616 | 1 412 | 1 448 | 1 555 | 1 621 | 1 590 | 1 620 | 1 528 |

| 1861  | 1866  | 1872  | 1876  | 1881  | 1886  | 1891  | 1896  | 1901  |
| ----- | ----- | ----- | ----- | ----- | ----- | ----- | ----- | ----- |
| 1 484 | 1 385 | 1 271 | 1 332 | 1 257 | 1 158 | 1 162 | 1 088 | 1 057 |

| 1906 | 1911 | 1921 | 1926 | 1931 | 1936 | 1946 | 1954 | 1962 |
| ---- | ---- | ---- | ---- | ---- | ---- | ---- | ---- | ---- |
| 987  | 928  | 775  | 751  | 753  | 701  | 683  | 590  | 566  |

| 1968 | 1975 | 1982 | 1990 | 1999 | 2004 | 2009 | 2014 | 2019 |
| ---- | ---- | ---- | ---- | ---- | ---- | ---- | ---- | ---- |
| 564  | 512  | 459  | 489  | 541  | 545  | 546  | 546  | 485  |

## Économie
- Un restaurant, bar, salon de thé face à l'église (le Relais Saint-Germain).

## Lieux et monuments

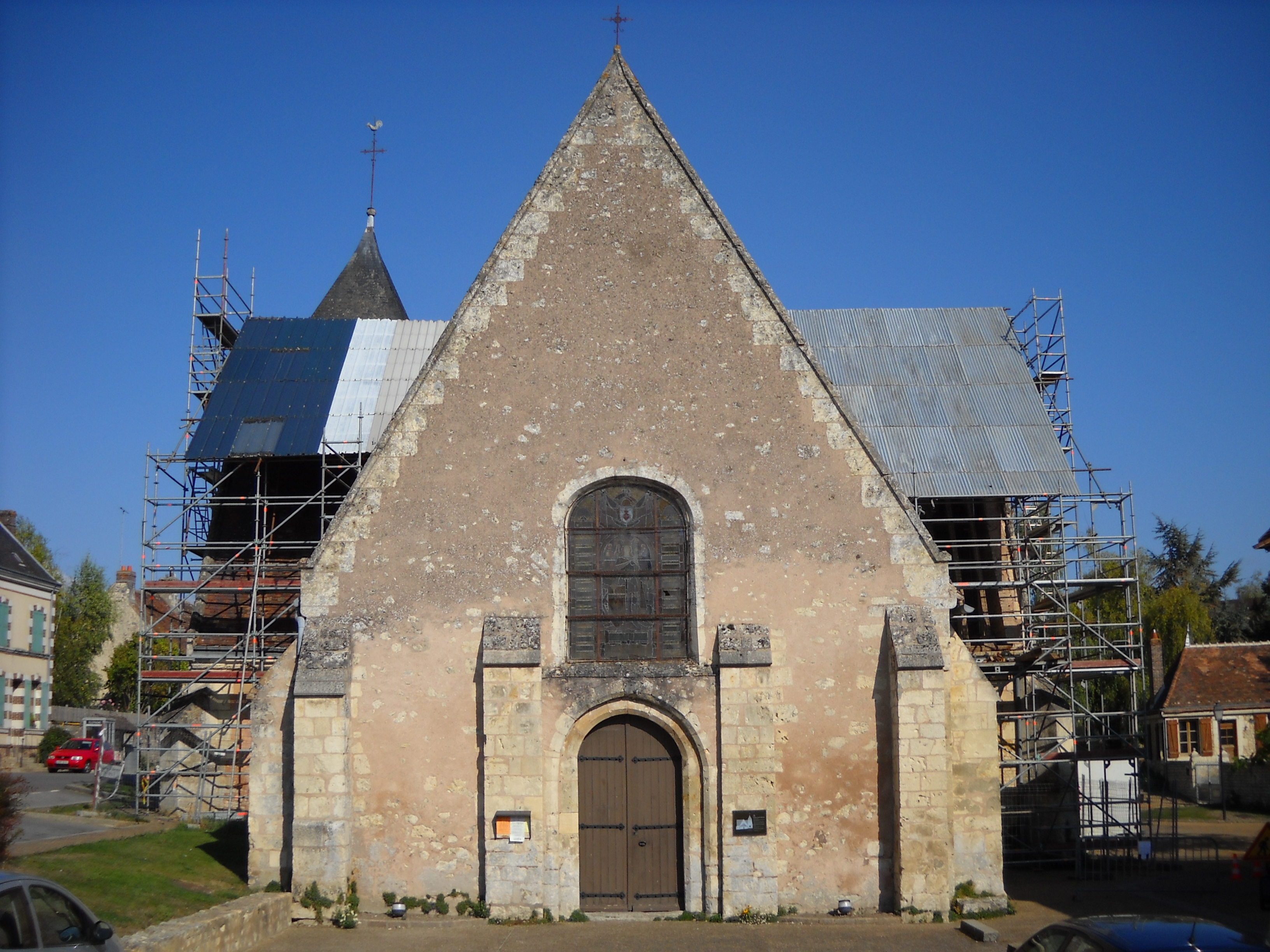
L'église Saint-Germain.

- L'église Saint-Germain, en partie des XIIe et XVe siècles, est inscrite au titre des monuments historiques[9]. Elle abrite un retable du XVIIe et des peintures murales du XVIe, classés au titre objets[10]. L'église contient également des vitraux commémoratifs représentants des hommes du village morts pendant la Première Guerre mondiale[11].
- Presbytère du XVIIIe siècle, restauré en 1833, puis entre 1900 et 1906[12].
- Manoir de la Lubinière, du XVe siècle, inscrit au titre des monuments historiques[13].
- Manoir de la Tarainière, du XVe siècle, partiellement protégé au titre des monuments historiques[14].
- Manoir du Royau accosté d'une tour donjon à bretèches[15].
- Le Jardin François, jardin paysager autour d'une ferme percheronne, ouvert au public.

## Personnalités liées à la commune
- Le poète et réalisateur de l'avant-garde de New York des années 1960 et 1970 Piero Heliczer (en) y a vécu les dernières années de sa vie et y est enterré.

### Liens connexes
- Liste des communes de l'Orne
- Liste des anciennes communes de l'Orne